# Lijst van programma's van Veronica TV (HMG)
Dit is een lijst van programma's die werden uitgezonden door voormalige Nederlandse televisiezender Veronica. Indien bekend, is tussen haakjes aangegeven in welke jaren het programma is uitgezonden.
- 20 plus (1995)
- 112 Weekend (daarvoor 06-11 weekend) (1997-2001)
- Airwolf
- ALF
- All You Need Is Love (1995-1998)
- Barts News Network (BNN) (1995-1997)
- Beauty and the Beast
- Big Brother (1999-2000)
- Bij de politie (1996-2001)
- Boobytrap (1995-2001)
- BRARD (1997-1999)
- Brard gaat extreem (1997-1998)
- Call TV (1995-1997)
- De heilige koe (1996-2001)
- De Hunkering (1997-1999)
- Denktank (1995-1999)
- Die 2: Nieuwe Koeien (1995-1996)
- Dynasty
- Family Ties
- Flodder (1995-2001, incl. herhalingen)
- Friends (1995-2001)
- Hagens (1995)
- Happy Days
- Heartbreak Hotel (*)
- Hard Gras (1996)
- Hoe hoort het eigenlijk? (1999)
- Liefde op het eerste gezicht (1995-1996)
- MacGyver
- Magnum P.I.
- Married with Children
- Megafestatie TV (1997-2000)
- Miami Vice
- Moonlighting
- Now or Never (1995-1998)
- N.O.W. TV (1995-1998)
- Onderweg naar Morgen (1995-2001)
- Pompy de Robodoll
- RTL Nieuws (1998-2001, herhaling op de late avond)
- Salem's Lot
- SamSam (1995-2001)
- Seabert
- Sex voor de Buch (1997-1999)
- Shaka Zulu
- Sins
- Sportfreaks (1995)
- Starmaker (2001)
- Starsky & Hutch
- Televisione di Rolfo (2000)
- The Box of Love (2000)
- Top 100 aller tijden TV (1997-1998)
- Tour of Duty
- TreXX (1995-1996)
- TV Woonmagazine (1995-2000)
- Uhhh... Vergeet je tandenborstel niet! (1995-1999)
- Wannahaves (2000-2001)
- Who's Talking (1996-1998)
- Van lichte zeden (1997-2001)
- Veronica Live (1997-2000)
- Veronica's Nieuwslijn (1995-1996)
- Young Americans (1996)